# 가양도서관 (서울)
가양도서관은 서울특별시 강서구에 있는 도서관이다.

## 연혁
- 2015년 9월 21일 개관.